# Gemeentelijke herindeling in Friesland 1984
De Friese herindeling van 1984 was een gemeentelijke herindeling in Friesland. In het jaar 1984 werd het aantal gemeenten in Friesland teruggebracht van 44 naar 31 gemeenten. Het doel hierbij was gemeenten die te klein waren op te heffen, teneinde de gemeenten beter te laten functioneren. Een ander doel was om de steden meer ruimte te geven zodat ze meer land hadden om uit te breiden. De minimumgrens van het aantal inwoners werd gesteld op 10.000. De waddeneilanden kregen ontheffing in verband met hun geïsoleerde ligging. Zo kent Friesland vandaag de dag nog de gemeente met het minste aantal inwoners van Nederland, namelijk de gemeente Schiermonnikoog, met 989 inwoners (2005).

## Friese en Nederlandse vormen van de nieuwe gemeentenamen
De voorstellen voor de herindeling gaan terug tot zeker 1979. Voor enkele nieuw te vormen gemeenten werden nieuwe namen voorgesteld. In het oorspronkelijke wetsontwerp waren dit Friese vormen, zoals Boarnsterhim en Skarsterlân. Een later advies van een KNAW-commissie gaf de voorkeur aan vernederlandste vormen, dus Boornsterhem en Scharsterland, voor de officiële namen. In het dagelijks gebruik zouden dan zowel de Friese als de Nederlandse vormen kunnen worden gebruikt, al naargelang de doelgroep en het soort communicatie. Dit advies werd overgenomen door de minister van Binnenlandse Zaken Hans Wiegel.
De hoogleraren in de Friese taal- en letterkunde aan de Vrije Universiteit te Amsterdam, Feitsma en Meijering, waren slecht te spreken over dit advies en het overnemen daarvan door Wiegel. Zij zagen hierin een degradatie van het Fries "tot een verbastering van de 'goede' Nederlandse vorm."
Tevens werd echter bepaald dat gemeenten voortaan zelf hun naam mochten wijzigen door een raadsbesluit, en de nieuwe gemeenten Boornsterhem en Scharsterland deden dit vrijwel onmiddellijk, zij het dat een dergelijke naamswijziging niet eerder kan ingaan dan een jaar nadat het besluit is genomen. Dit gold ook voor de nieuwe gemeente Gaasterland, gevormd uit de oude gemeenten Gaasterland en Sloten, die vanaf medio 1985 officieel Gaasterlân-Sleat heette.

## Samenvoegingen
Onderstaande lijst geeft aan hoe de nieuwe gemeenten ontstonden uit samenvoegingen van de oude gemeenten. Eventuele (kleinere) grenscorrecties zijn hierbij niet inbegrepen.
- Boornsterhem
  - Idaarderadeel
  - Rauwerderhem
  - Utingeradeel

- Dongeradeel
  - Dokkum
  - Oostdongeradeel
  - Westdongeradeel

- Franekeradeel (nieuw)
  - Franekeradeel (oud)
  - Franeker
  - Barradeel

- Gaasterland (nieuw)
  - Gaasterland (oud)
  - Sloten

- Littenseradeel
  - Baarderadeel
  - Hennaarderadeel

- Nijefurd
  - Hemelumer Oldeferd
  - Hindeloopen
  - Stavoren
  - Workum

- Scharsterland
  - Doniawerstal
  - Haskerland

- Wymbritseradeel (nieuw)
  - Wymbritseradeel (oud)
  - IJlst

Voor enkele nieuwe gemeenten zijn volledig nieuwe namen bedacht. Het gaat dan om
- Boornsterhem (oorspronkelijke voorstel: Boarnsterhim)
- Nijefurd
- Littenseradeel (oorspronkelijke voorstel: De Greidslachte)
- Scharsterland (oorspronkelijke voorstel: Skarsterlân)

Een samenvoeging van Leeuwarderadeel en Ferwerderadeel tot een nieuwe gemeente Noarderâldlân ging niet door.

## Naamswijzigingen
Binnen een jaar na de herindelingen hebben vijf van de acht nieuw gevormde gemeenten gebruik gemaakt van hun nieuwe recht om hun eigen (officiële) naam vast te stellen. In alle gevallen werden daarbij de gemeentenamen (weer) 'verfriest':
| Oude naam       | Nieuwe naam      | Datum ingang    |
| --------------- | ---------------- | --------------- |
| Boornsterhem    | Boarnsterhim     | 3 januari 1985  |
| Gaasterland     | Gaasterlân-Sleat | 6 juni 1985     |
| Littenseradeel  | Littenseradiel   | 26 januari 1985 |
| Scharsterland   | Skarsterlân      | 1 maart 1985    |
| Wymbritseradeel | Wymbritseradiel  | 1 januari 1986  |

Een dergelijke naamswijziging wordt op zijn vroegst van kracht één jaar na het nemen van het besluit.

## Volgende herindeling
De eerstvolgende grote herindeling vond plaats in de jaren 2011-2018. Een aantal van de in 1984 nieuw gevormde gemeenten verdween daarbij weer. In het bijzonder werd Boarnsterhim niet in zijn geheel samengevoegd met andere gemeenten, maar juist verdeeld onder de nieuwe gemeenten. Die gemeente was eigenlijk sinds de oprichting nooit een duidelijke eenheid geworden, en werd bij de herindeling in 2014 over vier andere gemeenten verdeeld.
Na deze herindeling waren er in 2019 nog 18 gemeenten over in Friesland.